# Эснайдер, Хуан
Хуан Эдуардо Эснайдер Белен (исп. Juan Eduardo Esnáider Belén; род. 5 марта 1973, Мар-дель-Плата) — аргентинский футболист и футбольный тренер. Выступал на позиции нападающего. Его фамилия — испанский вариант немецкой фамилии Шнайдер, что означает «портной». У него в роду были поволжские немцы и испанцы.
Проведя большую часть своей профессиональной карьеры в Испании, он был известен как мощный нападающий (хорошо играл головой) со вспыльчивым характером. Испанский этап карьеры он начал в «Реал Мадриде», но почти не играл в первой команде, в дальнейшем он представлял ещё четыре команды, в основном «Реал Сарагоса» и сыграл в Ла Лиге 197 матчей, забил 74 гола.

## Карьера игрока

### Клубная карьера
Эснайдер родился в Мар-дель-Плате, Буэнос-Айрес и начал свою футбольную карьеру в «Феррокарриль Оэсте». Он дебютировал на профессиональном уровне 2 сентября 1990 года в матче против «Велес Сарсфилд». После шести игр за «Ферро» он был куплен «Реал Мадридом». Он сыграл два матча за первую команду в сезоне 1990/91, а также забил почти два десятка голов за резервную команду во втором дивизионе.
Однако Эснайдер не смог закрепиться в основной команде «Реала» и перешёл на правах аренды в «Сарагосу» на 1993/94 сезон (с правом последующего выкупа). В новом клубе он быстро превратился в одного из лучших нападающих Испании. Эснайдер помог клубу выиграть Кубок обладателей кубков УЕФА 1994/95, забив в финале в ворота «Арсенала». В рейтинге бомбардиров турнира он уступил лишь Иану Райту, он также забил 16 голов в Ла Лиге.
«Реал Мадрид» заплатил «Сарагосе» за Эснайдера в два раза больше, чем получил в июле 1995 года, но игрок забил только один гол в ворота «Тенерифе», а «Реал» провально завершил сезон. В сезоне 1996/97 Эснайдер подписал контракт с «Атлетико Мадрид» (который в предыдущем сезоне оформил исторический «золотой дубль») и снова начал демонстрировать свой лучший футбол, забив 16 голов.
После ухода из «Атлетико» Эснайдер присоединился к каталонскому «Эспаньолу» и провёл ещё один хороший для себя сезон, забив 13 голов. В январе 1999 года он был подписан «Ювентусом» примерно за 7 млн евро, клуб нуждался в замене травмированного Алессандро Дель Пьеро, но Эснайдер так и не смог закрепиться в клубе. В конце декабря 2000 года он вернулся в «Сарагосу» и забил 11 голов в 17 матчах, чем помог клубу избежать вылета (в частности, 14 апреля 2001 года «Сарагоса» сыграла вничью 4:4 с «Барселоной»). Кроме того, команда дошла до финала Кубка Испании, где со счётом 3:1 обыграла «Сельту».
Впоследствии карьера Эснайдера пошла на спад, он выступал за «Порту» (прибыл в клуб на сезон позже своего соотечественника Хуана Антонио Пицци, который также покинул команду через нескольких месяцев), «Ривер Плейт», «Аяччо», «Реал Мурсия» и «Ньюэллс Олд Бойз», где и завершил карьеру.

### Карьера в сборной
Эснайдер представлял Аргентину в трёх матчах, его дебют состоялся 21 декабря 1995 года. В первом же матче он отметился дублем в ворота Венесуэлы, соперник был разгромлен со счётом 6:0. Ранее он выступал за молодёжную сборную на чемпионате мира 1991 года в Португалии.

## Карьера тренера
С мая 2008 года Эснайдер имеет лицензию профессионального тренера.
27 апреля 2009 года он был назначен ассистентом тренером «Хетафе», своего бывшего товарища по «Реал Мадриду», Мичела. За последние пять матчей сезона 2008/09 они успели спасти команду от вылета во второй дивизион.
10 июня 2011 года Эснайдер стал новым спортивным директором академии «Сарагосы» и тренером фарм-клуба. Вторая команда «Сарагосы» играла в третьем дивизионе и испытывала нехватку финансирования, он покинул клуб по окончании сезона.
9 апреля 2013 года он подписал годичный контракт с «Кордовой», по итогам последних девяти игр сезона 2012/13 команда заняла 14-е место. После окончания сезона испанский клуб решил заменить его на Пабло Вилью.
Из-за неудачного старта в Сегунде Эснайдер был уволен с поста главного тренера «Хетафе», в котором он проработал меньше полугода.
26 ноября 2016 года было объявлено о назначении Эснайдера в «ДЖЕФ Юнайтед Итихара Тиба» из второго дивизиона. В его первом сезоне команда вышла в плей-офф второго дивизиона, но в полуфинале уступила «Нагоя Грампус». 17 марта 2019 года он был уволен из-за плохих результатов, накопившихся в сезоне 2018 года, и неудачного старта сезона 2019.

## Характер
Во время своей игры за «Сарагосу» и «Атлетико Мадрид» Эснайдер многими считался одним из самых перспективных нападающих в европейском футболе. Однако его игра часто оставалась в тени его грубого и нечестного поведения в ряде матчей.
После незабитого пенальти в матче «Атлетико» против «Аякса» в 1996/97 сезоне Лиги чемпионов он пошёл в грубый подкат с двух ног на защитника «Аякса» Рихарда Витсге, но получил лишь жёлтую карточку. Через несколько минут тренер Радомир Антич заменил Эснайдера, тот ушёл с поля, выкрикивая ругательства. На следующий день президент «Атлетико» Хесус Хиль выставил его на продажу.
В одном из последних матчей 2000/01 сезона, когда «Сарагоса» боролась за сохранение своего места в элите, Эснайдер ударил игрока «Сельты» локтем и был удалён. Якобы Эснайдер был зол после того, как ему рассказали, что на следующий сезон «Сарагоса» не будет нуждаться в его услугах. Игрок, однако, отрицал, что это стало основной причиной инцидента.

## Личная жизнь
После окончания карьеры игрока и до начала тренерской карьеры Эснайдер работал спортивным комментатором в программе Directo Fútbol на канале «Aragón TV».
Его сын — Хуан Эснайдер Руис — также футболист. Другой сын Хуана умер от болезни 25 декабря 2012 года в возрасте 17 лет.